# Gråvisslare
Gråvisslare (Pachycephala simplex) är en fågel i familjen visslare inom ordningen tättingar.

## Utseende och läte
Gråvisslaren har spetsig näbb och gråaktig fjäderdräkt, undertill ljusare. i Northern Territory är ryggen något brunare och i norra Queensland är den mer gröngrå. Arten är slankare och mindre än hona guldvisslare. Sången mestår av en ringande tvåtonig vissling.

## Utbredning och systematik
Fågeln delas in i hela elva underarter med följande utbredning:
- simplex-gruppen
  - Pachycephala simplex simplex – norra Northern Territory, Melville och Groote Eylandt.
  - Pachycephala simplex brunnescens – sydöstra Nya Guinea och D'Entrecasteaux-öarna
- griseiceps-gruppen
  - Pachycephala simplex rufipennis – Kaiöarna (Kai Kecil och Kai Besar)
  - Pachycephala simplex miosnomensis – ön Meos Num (utanför Nya Guinea)
  - Pachycephala simplex griseiceps (inklusive gagiensis, waigeuensis och perneglecta) – Nya Guinea: nordvästra öarna, Aruöarna och Vogelkophalvön till södra låglänta områdena, Trans-Fly och ödra Southeastern Peninsula österut till Port Moresby
  - Pachycephala simplex jobiensis – norra Nya Guinea och Yapen
  - Pachycephala simplex perneglecta – södra Nya Guinea
  - Pachycephala simplex sudestensis – ön Tagula i Louisiaderna
  - Pachycephala simplex peninsulae – nordöstra Queensland söderut till Rockingham Bay samt ön Hinchinbrook

Underarten miosnomensis inkluderas ofta i jobiensis.
Sedan 2016 urskiljer Birdlife International och naturvårdsunionen IUCN griseiceps-gruppen som den egna arten "brunvisslare".

## Levnadssätt
Gråvisslaren hittas i mangrove och andra fuktiga skogar. Där ses den födosöka rätt lågt i tät vegetation.

## Status
Internationella naturvårdsunionen IUCN kategoriserar underartsgrupperna (eller arterna) var för sig, båda som livskraftiga.